# Gran Premio di superbike di Sugo 1988
Il Gran Premio di superbike di Sugo 1988 è stato disputato il 28 agosto sul circuito di Sugo e ha visto la vittoria di Gary Goodfellow in gara 1, mentre la gara 2 è stata vinta da Michael Doohan.

## Risultati

### Gara 1

#### Arrivati al traguardo
| Pos. | Nº | Pilota            | Motocicletta | Tempo     | Griglia | Punti |
| ---- | -- | ----------------- | ------------ | --------- | ------- | ----- |
| 1º   | 8  | Gary Goodfellow   | Suzuki       | 45:50.980 |         | 10    |
| 2º   | 27 | Fred Merkel       | Honda        | +0:27.580 |         | 8,5   |
| 3º   | 32 | Yukiya Oshima     | Suzuki       | +0:39.960 |         | 7,5   |
| 4º   | 6  | Stéphane Mertens  | Bimota       | +0:44.100 |         | 6,5   |
| 5º   | 53 | Mitsuaki Watanabe | Yamaha       | +0:46.360 |         | 5,5   |
| 6º   | 16 | Robert Phillis    | Kawasaki     | +0:47.350 |         | 5     |
| 7º   | 20 | Aaron Slight      | Bimota       | +0:48.610 |         | 4,5   |
| 8º   | 58 | Tadaaki Hanamura  | Honda        | +0:49.560 |         | 4     |
| 9º   | 51 | Kōichi Kobayashi  | Honda        | +0:54.200 |         | 3,5   |
| 10º  | 1  | Virginio Ferrari  | Honda        | +0:57.370 |         | 3     |
| 11º  | 47 | Toshiharu Kaneko  | Yamaha       | +0:58.060 |         | 2,5   |
| 12º  | 15 | Marco Lucchinelli | Ducati       | +1:08.930 |         | 2     |
| 13º  | 34 | Hisatomo Nakamura | Suzuki       | +1:12.190 |         | 1,5   |
| 14º  | 56 | Satoshi Endo      | Honda        | +1:21.130 |         | 1     |
| 15º  | 7  | Anders Andersson  | Suzuki       | +1:21.860 |         | 0,5   |
| 16º  | 10 | Jari Suhonen      | Yamaha       | +1:25.510 |         |       |
| 17º  | 5  | Malcolm Campbell  | Honda        | +1 giro   |         |       |
| 18º  | 35 | Masaki Tokuno     | Honda        | +1 giro   |         |       |
| 19º  | 37 | Hidekazu Hirai    | Honda        | +1 giro   |         |       |
| 20º  | 14 | Roger Marshall    | Honda        | +1 giro   |         |       |
| 21º  | 4  | Robert Dunlop     | Honda        | +1 giro   |         |       |
| 22º  | 52 | Shigemasa Miwa    | Honda        | +1 giro   |         |       |
| 23º  | 41 | Masaru Kidani     | Suzuki       | +1 giro   |         |       |
| 24º  | 49 | Masaatsu Hyuga    | Honda        | +1 giro   |         |       |
| 25º  | 39 | Hiroyuki Ohno     | Yamaha       | +1 giro   |         |       |
| 26º  | 9  | Brian Morrison    | Honda        | +1 giro   |         |       |
| 27º  | 48 | Shuichi Horikawa  | Honda        | +1 giro   |         |       |
| 28º  | 38 | Masaru Shoyama    | Honda        | +1 giro   |         |       |
| 29º  | 43 | Osamu Honma       | Suzuki       | +2 giri   |         |       |
| NC   | 25 | Michael Doohan    | Yamaha       | +4 giri   |         |       |

#### Ritirati
| Nº | Pilota              | Motocicletta | Giri     | Griglia |
| -- | ------------------- | ------------ | -------- | ------- |
| 55 | Kunio Machii        | Yamaha       | +2 giri  |         |
| 57 | Sho Noguchi         | Yamaha       | +5 giri  |         |
| 2  | Davide Tardozzi     | Bimota       | +6 giri  |         |
| 24 | Michael Dowson      | Yamaha       | +11 giri |         |
| 23 | Edwin Weibel        | Honda        | +16 giri |         |
| 12 | Fabrizio Pirovano   | Yamaha       | +16 giri |         |
| 36 | Ken'Ichiro Iwahashi | Honda        | +18 giri |         |
| 31 | Mitsuo Saito        | Yamaha       | +21 giri |         |
| 11 | David Pickworth     | Yamaha       | +22 giri |         |

### Gara 2

#### Arrivati al traguardo
| Pos. | Nº | Pilota              | Motocicletta | Tempo     | Griglia | Punti |
| ---- | -- | ------------------- | ------------ | --------- | ------- | ----- |
| 1º   | 25 | Michael Doohan      | Yamaha       | 41:41.570 |         | 10    |
| 2º   | 36 | Ken'Ichiro Iwahashi | Honda        | +0:06.930 |         | 8,5   |
| 3º   | 8  | Gary Goodfellow     | Suzuki       | +0:10.770 |         | 7,5   |
| 4º   | 2  | Davide Tardozzi     | Bimota       | +0:15.500 |         | 6,5   |
| 5º   | 23 | Edwin Weibel        | Honda        | +0:17.710 |         | 5,5   |
| 6º   | 16 | Robert Phillis      | Kawasaki     | +0:23.060 |         | 5     |
| 7º   | 9  | Brian Morrison      | Honda        | +0:26.730 |         | 4,5   |
| 8º   | 1  | Virginio Ferrari    | Honda        | +0:28.230 |         | 4     |
| 9º   | 58 | Tadaaki Hanamura    | Honda        | +0:32.060 |         | 3,5   |
| 10º  | 12 | Fabrizio Pirovano   | Yamaha       | +0:32.740 |         | 3     |
| 11º  | 27 | Fred Merkel         | Honda        | +0:33.210 |         | 2,5   |
| 12º  | 51 | Kōichi Kobayashi    | Honda        | +0:42.650 |         | 2     |
| 13º  | 32 | Yukiya Oshima       | Suzuki       | +0:46.840 |         | 1,5   |
| 14º  | 20 | Aaron Slight        | Bimota       | +0:48.790 |         | 1     |
| 15º  | 5  | Malcolm Campbell    | Honda        | +1:05.190 |         | 0,5   |
| 16º  | 6  | Stéphane Mertens    | Bimota       | +1:08.390 |         |       |
| 17º  | 34 | Hisatomo Nakamura   | Suzuki       | +1:12.200 |         |       |
| 18º  | 14 | Roger Marshall      | Honda        | +1:22.620 |         |       |
| 19º  | 7  | Anders Andersson    | Suzuki       | +1:22.640 |         |       |
| 20º  | 35 | Masaki Tokuno       | Honda        | +1:24.010 |         |       |
| 21º  | 37 | Hidekazu Hirai      | Honda        | +1:30.030 |         |       |
| 22º  | 56 | Satoshi Endo        | Honda        | +1:49.390 |         |       |
| 23º  | 4  | Robert Dunlop       | Honda        | +1:58.920 |         |       |
| 24º  | 53 | Mitsuaki Watanabe   | Yamaha       | +2:03.980 |         |       |
| 25º  | 47 | Toshiharu Kaneko    | Yamaha       | +1 giro   |         |       |
| 26º  | 41 | Masaru Kidani       | Suzuki       | +1 giro   |         |       |
| 27º  | 10 | Jari Suhonen        | Yamaha       | +1 giro   |         |       |
| 28º  | 49 | Masaatsu Hyuga      | Honda        | +1 giro   |         |       |
| 29º  | 50 | Katsunori Gosui     | Honda        | +1 giro   |         |       |
| 30º  | 31 | Mitsuo Saito        | Yamaha       | +1 giro   |         |       |
| 31º  | 43 | Osamu Honma         | Suzuki       | +1 giro   |         |       |
| 32º  | 39 | Hiroyuki Ohno       | Yamaha       | +1 giro   |         |       |
| 33º  | 38 | Masaru Shoyama      | Honda        | +1 giro   |         |       |
| 34º  | 48 | Shuichi Horikawa    | Honda        | +2 giri   |         |       |

#### Ritirati
| Nº | Pilota            | Motocicletta | Giri     | Griglia |
| -- | ----------------- | ------------ | -------- | ------- |
| 11 | David Pickworth   | Yamaha       | +12 giri |         |
| 52 | Shigemasa Miwa    | Honda        | +17 giri |         |
| 15 | Marco Lucchinelli | Ducati       | +23 giri |         |
| 24 | Michael Dowson    | Yamaha       | +23 giri |         |
| 57 | Sho Noguchi       | Yamaha       | +24 giri |         |
| 55 | Kunio Machii      |              | +25 giri |         |